# Chammat Gader

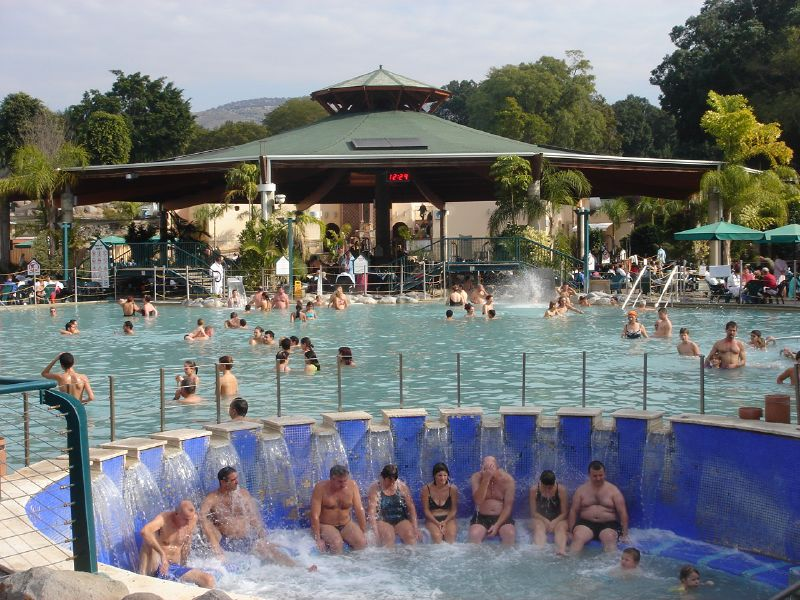
Chammat Gader

Chammat Gader (hebräisch חַמַּת גָּדֵר oder reichsaramäisch חמתא דגדר Chammata deGader, deutsch ‚Warmbad des Zauns‘ [d. h. an der Grenze]) befindet sich in Israel unterhalb der Golanhöhen und liegt am Jarmuk, in dessen Flussbett die Grenze zu Jordanien verläuft. Der Ort gehört seit 1949 zum ʿEmeq ha-Jarden (Regionalverband).

## Geschichte

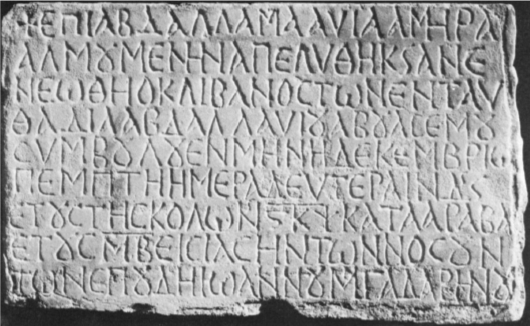
In Syrien gefundene griechische Inschrift, die Muʿāwiya I. die Restaurierung der römischen Bäder in Chammat Gader zuschreibt

Die Quellen mit einer Temperatur von bis zu 50 °C, meist 42 °C wurden um 200 von den Römern eingefasst. Die Griechen nannten den Ort Ἑμμαθά (Emmatha) oder Αμαθα (Amatha); der arabische Name lautete الحمة السورية / al-Ḥamma as-Sūriyya / ‚das syrische Warmbad‘. Nach Aufteilung des osmanischen Vilâyets Syrien zwischen den Mandaten des Völkerbundes für Syrien und Libanon und für Palästina gehörte al-Hamma zu letzterem.

Golanhöhen: Grenzen von 1923 und Kontrolllinien von 1967 sowie demilitarisierte Zonen von 1949 und 1967

Seit 1904 bediente die alte Jesreeltalbahn den lokalen Bahnhof und verband den Ort mit Haifa und Hedschasbahn, bis nachts am 16./17. Juni 1946 die Zweite Jarmukbrücke gesprengt wurde. Chammat Gader war am Ende des Kriegs um Israels Unabhängigkeit syrisch besetzt, kam aber wie im israelisch-syrischen Waffenstillstandsabkommen von 1949 vereinbart an Israel, als die Streitkräfte Syriens sich hinter die eigene Grenze zurückzogen.
Die so an Israel gekommenen Gebiete (in der Karte geschacht) bildeten Israels südliche demilitarisierte Zone Ein Gev - al-Samra - Chammat Gader. Wiederholt lag Chammat Gader unter syrischem Feuer von den Golanhöhen herab und syrisches Militär operierte auch direkt im Ort. Nach dem Sechs-Tage-Krieg 1967 bestand für Israelis sicherer Zugang zu den Thermalquellen, die 1977 den Ort zu einem beliebten Kurort ausbauten. Zudem wurde dort auch ein Wildreservat mit Krokodilen, Alligatoren, Kaimanen und Gavialen eingerichtet.